# Robin de Kruijf
Robin de Kruijf (ur. 5 maja 1991 w Amsterdamie) – holenderska siatkarka, reprezentantka kraju, grająca na pozycji środkowej. 
W lutym 2022 roku postanowiła zakończyć karierę reprezentacyjną.
W marcu 2024 roku poinformowała, że po ukończonym sezonie 2023/2024 zakończy siatkarską karierę.

## Sukcesy klubowe
Puchar Holandii:
- 2009, 2010

Liga holenderska:
- 2009, 2010
- 2011

Liga niemiecka:
- 2012, 2013

Superpuchar Włoch:
- 2013, 2016, 2018, 2019, 2020, 2021, 2022[3], 2023[4]

Puchar Włoch:
- 2014, 2017, 2020, 2021, 2022[5], 2023[6], 2024[7]

Liga włoska:
- 2014, 2018, 2019, 2021, 2022[8], 2023[9], 2024[10]

Superpuchar Turcji:
- 2014

Liga Mistrzyń:
- 2021, 2024[11]
- 2016, 2017, 2019, 2022[12]
- 2015, 2018

Liga turecka:
- 2016
- 2015

Klubowe Mistrzostwa Świata:
- 2019, 2022[13]
- 2021

## Sukcesy reprezentacyjne
Mistrzostwo Europy:
- 2009, 2015, 2017

Piemonte Woman Cup:
- 2010

Volley Masters Montreux:
- 2015

Grand Prix:
- 2016

## Nagrody indywidualne
- 2016: Najlepsza środkowa turnieju kwalifikacyjnego do Igrzysk Olimpijskich 2016
- 2019: Najlepsza środkowa Klubowych Mistrzostw Świata
- 2020: Najlepsza środkowa Europejskiego Turnieju Kwalifikacyjnego do Letnich Igrzysk Olimpijskich 2020
- 2021: Najlepsza środkowa Klubowych Mistrzostw Świata